# Iasnopillea, Lebedîn
Iasnopillea (în ucraineană Яснопілля) este un sat în comuna Hrînțeve din raionul Lebedîn, regiunea Sumî, Ucraina.

## Demografie
Componența lingvistică a localității Iasnopillea
     Ucraineană (100%)
Conform recensământului din 2001, toată populația localității Iasnopillea era vorbitoare de ucraineană (100%).